# Гаплогрупа G2
Гаплогрупа G2, або за загальною номенклатурою G-P287 є гаплогрупою людської ДНК Y-хромосоми, галуззю гаплогрупи G.
Сформована 26300 років тому з загальним предком 20900 років тому.
Гаплогрупа G-P287 має сестринську гаплогрупу G-M342 (G1).
Усі виявлені зразки гаплогрупи G у чоловіків-українців відносяться до гаплогрупи L30 (G2a2b), — підгалузі G-P287.

## Географічне та етнічне поширення G2
Переважна більшість європейців належить субкладу G2a (P15/M406). Більшість західних та північних європейців з гаплогрупою G належать до G2a (L140).

## Походження гаплогрупи G (M201)
На кінець 2016 року виявлено 303 мутацій, що визначають гаплогрупу G. Такий великий масив мутацій до поділу гаплогрупи на гаплогрупи G1 та G2 вказує, що мав місце ефект пляшкового горла тяжкого ступеня.
Найбільше генетичне різноманіття гаплогрупи G виявлено у північній частині Родючого Півмісяця між Кавказом й Лівантом, що вказує саме на цей регіон звідки ця гаплогрупа має походження. Саме звідси хлібороби новокам'яної доби просунулися на захід у Малу Азію та Європу; на схід — у Південну Азію; та на південь — на Аравійський півострів, у Північну й Східну Африку.

### Гаплогрупа G2 (P287)
Гаплогрупа G2 одночасно з гаплогрупою G1 могла сформуватися у Західній Азії 26300 років тому. Тоді усе людство належало до кочових або напівкочових племен, що займалися мисливством та збірництвом. Племено гаплогрупи G2 було близько пов'язане з розвиток раннього землеробства у краю Родючого Півмісяця 11500 років до Р.Х.

## Зовнішня структура
- F
  - F1
  - F3
  - F-Y27277
    - F2

  - GHIJK
    - G
      - G1
      - G2

    - HIJK
      - H
      - IJK

## Внутрішнє дерево
- P287 (G2)
  - P15 (G2a)
    - Z6552 (G2a1)
    - L1259 (G2a2)

  - M3115 (G2b)
    - M377 (G2b1)
    - FGC3095 (G2b2)

## Гаплогрупа G2a (P15)
- P15 (G2a)
  - Z6552 (G2a1)
    - Z6653 (G2a1a) - відноситься 23,6 % чоловіків грузинів[2]
    - Z17775 (G2a1a2)
    - Z31464 (G2a1a3)

  - L1259 (G2a2)
    - PF3147 (G2a2a)
    - L30 (G2a2b) — усі чоловіки-українці носії гаплогрупи G належать цій галузі; 13,1 % чоловіків грузинів

Переважна більшість європейців належить субкладу G2a (P15/M406). Більшість західних та північних європейців з гаплогрупою G належать до G2a (L140).
G2a складає 5-10% населення у Середземноморській Європі, але відносно рідкісна у Північній Європі. У Європі G2a перевищує 10 % тільки серед гагаузів України й Молдови, у Північній Греції (Фессалія), на Криті, у Південній й Центральній Італії (особливо у Аппенінських горах), на Сардинії, у Кантабрії у Північній Іспанії, у Північній Португалії, та в усіх гірських та відносно ізольованих європейських краях. Частота у майже 10% G2a виявлена на Кіпрі, Егейських остовах, Сицилії, Швейцарії, Оверні у південно-центральній Франції та у Астурії на півночі Іспанії.

### Історія P15
Галузь G2a (P15) поширилася у Малу Азію, Кавказ та Європу.
Носії G2a, негативні для її підгалузей P15 та L149.1, виключно виявлені у Закавказзі.
Велике число носіїв гаплогрупи G2a виявлено зі стародавніх зразків Y-ДНК з ранньої неолітичної Туреччини, Ірану, а також з більшості неолітичних культур Європи (культури фессалійська, Старчеве, лінійно-стрічкової кераміки, ремеделло, серцеподібної кераміки). Це вказує на те, що носії гаплогрупи G2a поширили землеробство у Європі з Туреччини.
За тестуванням Матієсона у 2015 з 13 зразків Y-ДНК неолітичних хліборобів з Барджін-Гьоюк у турецькій провінції Бурса, що датовані 6500-6200 роками до Р.Х., 8 належали до гаплогрупи G2a, — до підгалузей G2a2a (PF3146), G2a2a1b (L91), G2a2a1b1 (PF3247), G2a2b (L30), G2a2b2a (P303) та G2a2b2a1c (CTS342). Інші 5 зразків з Барджін-Гьоюку належали до гаплогруп C1a2, H2, I, I2c та J2a. Ці супровідні гаплогрупи також виявлені серед ранніх неолітичних хліборобів Балкан, більшість серед яких належить G2a.
Іноді, до цих супровідних G2a гаплогруп додаються інші західноазійські родоводи, як гаплогрупа T1a (зразок з культури лінійно-стрічкової кераміки), або R1b-V88 (зразок з північно-західної Іспанії. T1a пов'язані з прирученням козлових (овець та кіз) у Загроських горах Західного Ірану, тоді як племена R1b пов'язані з прирученням корів на півночі Родючого Півмісяця.
Лазарідіс у 2016 році виявив з 44 зразків близькосхідних неолітичних (у тому числі хліборобів з західного Ірану та Йорданії) два у Ірані, один з яких G2a1 з раннього керамічного неоліту (приблизно 5700 років до Р.Х.).

#### Зв'язок з етнонімами Іберія-Албанія
З гаплогрупою G2a також J2 пов'язують поширення етнонімов від Кавказу до Іспанії.
Іберія у Грузії, та Іберійський півострів на південному заході Європи ймовірно пов'язані з гаплогрупою G2a. За сучасності гаплогрупа G2 є найчастішою у Грузії, а на Іберійському півострові вона була найчастіша (понад 80%) за новокам'яної доби. Лінгвісти знаходять паралелі між ізольованою баскською мовою непевної лінгвістичної належності з однієї сторони та грузинською й вірменською мовами, з іншої.
Кавказька Албанія та балканська Албанія, ймовірно пов'язані з гаплогрупою J2. Як серед горців Дагестану, так й серед албанців Європи поширена саме ця гаплогрупа.

#### Формування землеробської спільноти G2a у Родючому Півмісяці
Вирощування збіжжя та бобових розвинулося в Родючому Півмісяці, Ізраїлі, Йорданії, Лівані, Сирії та Іраку 11500 років тому. Рівнини Міжеріччя були найкраще придатні для землеробства, бо не потребували зрощення. Землеробство розпочалося з вирощування пшениці, бобових та фіг. Проте землеробство не поширювалося за початкові межі протягом до 9000 років тому. Окультурення пшениці та ячменя тривало довго, доки не було виведено некрихкі, незламні колосся. Також гальмувало поширення хліборобства його нерозвиненість, що вимагало людям шукати основного джерела харчування у мисливстві та збірництві.
Одомашнення кіз та овець сталося приблизно 11000 років тому на півночі Родючого Півмісяця у Загроських та Таврських горах. Гончарство уперше з'являється північній Месопотамії. У глеках хлібороби почали зберігати збіжжя та бобові, що дало поштовх для розвитку обміну зі скотарями, свинопасами та садівниками фіг та оливок. Приблизно 8500 років тому на Лівант поширюється скотарство разом з гончарством.

#### Поширення землеробів G2a у Туреччину
З розвитком гончарства збігається раптове поширення хліборобів гаплогрупи G2a у Малу Азію та Європу. Тестування зразків Y-ДНК у Європі підтверджує домінування гаплогрупи G2a серед неолітичних хліборобів та гірських чабанів, що поширилися у Європу з Малої Азії між 9000 й 6000 роками тому.
Саме таким поширенням у північно-західному напрямі стало неолітичне поселення Чатал-Гьоюк у південно-центральній Туреччині. Воно було засноване вирощувачами збіжжя та бобових, що принесли з собою кіз та вівці. Через декілька сторіч пізніше, приблизно 6500 року до Р.Х. у Чатал-Гьоюці та у всіх поселеннях поселеннях центральної Туреччини, як вважається, через торгівлю зі своїми східними сусідами з'являється одомашнена корова.

#### Поширення землеробів G2a у неолітичній Європі
За генетичним дослідженням стародавніх зразків Матієсоном та Хофмановою у 2015 році, приблизно 6500 років до Р.Х. неолітичні хлібороби G2a прибули у північно-західну Туреччину та у Фессалію. Хлібороби G2a фессалійської неолітичної культури поширилися:
- на Балкани та Наддунав'я до 5800 року до Р.Х. у Сербію, Угорщину та Румунію;
- до 5500 року до Р.Х. у Німеччину,
- до 5200 року до Р.Х. у Бельгії та Північну Францію.

##### Стародавні зразки G2a неолітичної Європи
Стародавні зразки Y-ДНК з Старчево-Кереш-Кріш культури (6000-45000 роки до Р.Х.) в Угорщині та Хорватії, та лінійно-стрічкової кераміки культури (500-4500 роки до Р.Х.) в Угорщині та Німеччині підтвердили, що гаплогрупа G2a (а саме G2a2a (PF3146) та G2a2b (L30)) є основним (приблизно 50%) родоводом серед чоловіків Європи, навіть після змішування з автохтонним населенням Європи.
До 5800 року до Р.Х. землероби з серцеподібною керамікою, що тримали вівці, кіз та свиней, прибули на узбережжя Мармурового моря. Цей нарід поширився разом зі своєю культурою човнами до узбережжя Албанії, Чорногорії, Хорватії, Італії, південної Франції та східної Іспанії, де розквітла культура серцеподібної кераміки (5000—1500 до Р.Х.). У зразках народу цієї культури гаплогрупа G2a склала понад 80%.

##### Супровідні гаплогрупи неолітичної Європи
Супровідними гаплогрупами до більшості, що належить гаплогрупі G2a є:
- гаплогрупи C1a2, H2, I*, I2a1, I2c та J2a у Туреччині,
- гаплогрупи C1a2, E1b1-M78, H2, I*, I1, I2a, I2a1, J2 та T1a у Південно-Східній та Центральній Європі (старчевська, сопотська та лійнійно-стрічкової кераміки культури),
- гаплогрупи E1b1-V13, H2, I2a1, I2a2a1 та R1b-V88 у Західній Європі (серцеподібної кераміки, мегалітична культури).

Пояснення співіснування супровідних гаплогруп з G2a:
- Гаплогрупа C1a2 є вельми старим родоводом Європи давньокам'яної доби, що була виявлена у Іспанії за середньокам'яної доби[4]. Вона була дуже поширена в Європі до новокам'яної доби. Гаплогрупа C1a2 серед сучасних європейців майже зникла.
- Гаплогрупа E1b1b виявлена у докерамічній неолітичній культурі Ліванту. Проте це не були E-M78 чи E-V13, але гаплогрупа E1b1b1 (M35) або E-M123.
- Гаплогрупи H2 та T1a були виявлені у докерамічній неолітичній культурі Ліванту, що безперечно пов'язана з раннім розвитком землеробства та гаплогрупою G2a. Гаплогрупа H2 серед сучасних європейців майже зникла.
- Гаплогрупа R1b-V88 також поширилиася на Іберійський півострів з Ліванту чабанами корів через Північну Африку.

Гаплогрупи I*, I2c, J2, ймовірно, були мисливцями-збирачами західної Туреччини середньокам'яної доби, що були асимільовані землеробами G2a. Гаплогрупа I* серед сучасних європейців майже зникла, а гаплогрупа I2c — вельми рідкісна.
Гаплогрупи E-V13, I*, I1, I2a, I2a1, I2a2, ймовірно, були мисливцями-збирачами Європи середньокам'яної доби, що також були асимільовані землеробами G2a. Гаплогрупа R1b-V88 серед сучасних європейців вельми рідкісна.
За дослідженням Матієсона у 2017 році зразків Y-ДНК з Балкан та України новокам'яної та мідної діб, було виявлено чисельні представники гаплогрупи G2a:
- гаплогрупа L91 у середньо-неолітичній Болгарії,
- гаплогрупи P303 у середньо-неолітичній Болгарії та з трипільської культури,
- гаплогрупи Z1903 у Болгарії мідної доби,
- гаплогрупа L42 з трипільської культури,
- гаплогрупа PF3359 з варненської культури.

#### Перехід у гори за бронзової доби
Сучасне поширення G2a присутнє з найбільшою частотою у гірських краях Європи. Саме хвилясті пагорби європейських нагір'їв найліпше пристосовані до випасу кіз та овець, які чоловіки G2a принесли до Європи за ранньої новокам'яної доби. Степові індоєвропейські племена R1a та R1b, коли прийшли Понтійсько-каспійського степу за бронзової доби, відтіснили племена G2a зі степів у гори. Наприклад:
- у Апеннінах (15-25%), на Сардинії (12%) у Італії;
- у Кантабрії (10%), Астурії (8%),- на півночі Іспанії;
- у Австрії (8%),
- у Оверні (8%) та Провансі (7%) на південному-сході Франції,
- у Швейцарії (7,5%),
- у гірських частинах Чехії (5-10%),
- у Румунії (6,5%),
- у Греції (6.5%).

Індоєвропейські степовики R1a та R1b переважно були чабанами бидла й коней, тому вони обирали просторі європейські рівнини як Дніпровська, Причорноморська, Нижньодунайська, Середньодунайська, Середньоєвропейська, рівнини Британських островів та Західної Франції. Саме у рівнинних краях R1 сягає 60-80% населення. G2a має найвищу частоту саме у краях, що були востаннє захоплені R1. Так індоєвропейці не перейшли Піренеї до 1800 року до Р.Х. та не заселили усі частини Іберійського півострова до 1200 року до Р.Х., тому тут зосереджені ізольовані анклави G2a у областях як Піренейські гори, Кантабрійські гори, посушлива височина Ла-Манча.
Стародавні італіки почали прибувати через Альпи у Італію з 1300 року до Р.Х. де спочатку осідали у її північній частині. Так у сучасній Італії частота R1b зменшується з півночі на південь, а неолітичні поселенці G2a та T1a за частотою, відповідно збільшуються. 2000 років тому сардинці ще використовували не-індоєвропейську мову у час римського завоювання.
Разом зі зникненням автохтонних G2a через поширення R1b, у Європі поширюються індоєвропеізовані G2a-L140 як то L13 та Z1816. Тепер неолітичні галузі G2a особливо поширені у Туреччині, Південних Балканах, Апенинському півострові, центрі Франції та Піренеях. Але у північній половині Європи, де домінують індоєвропеізовані галузі G2a, неасимільованні галузі тільки складають невелику частину усіх галузей G2a.

#### Світла шкіра європейських G2a
За дослідженням Олалде у 2014 році мисливець-збирач з Північної Іспанії, що жив 7000 років тому, ще мав смагляву шкуру. Проте ранні неолітичні хлібороби з Балкан та Німеччини вже мали ДГК-аллелі, що відповідають за білий колір шкіри. Зміна харчування та невелика сонячна радіація у північній половині Європи спричинила мутації ДНК до білої шкіри. Вживання збіжжя з приходом хліборобства викликала дефіцит вітаміна D. До принесеного G2a хліборобства європейці отримували вітамін D з риби та м'яса. Тому зміна пігментації на надлишково білу поліпшило абсорбцію сонячних променів.

#### Теорії поширення ранніх індоєвропеїзованих галузей G2a
Вважається, що батьківщина R1b1a1a2 (M269) і допротоіндоєвропейських мовців знаходиться у східної Туреччині, або у степах Передкавказзя. Сам же Кавказ є центром гаплогрупи G. Отже, цілком ймовірно, що меншість кавказьких чоловіків гаплогрупи G (та можливо, також J2b), розчинилися у спільноті індоєвропейських скотарів R1b, що перетнули Кавказ і утвердилися степах України та Росії у 7000-4500 роках до Р.Х..
За іншою теорією G2a-L140 поширилися до Східної та Центральної Європи з Туреччини за новокам'яної доби (доведено тестом стародавнім зразкыв ДНК). У Румунії, Молдавії та Україні чоловіки, що належать до пілгалузі G2a-L140 гаплогрупі U1, разом з чоловіками інших гаплогруп (зокрема I2a1b-L621) сформували Кукутени-трипільську культуру. Трипільці жваво торгували з сусідніми степовими культурами індоєвропейців. З 3500 року до Р.Х. на початку ямної культури трипільці почали поширюватися на схід в український лістеп та степ, де перебирали більш степову культуру ямників. З початком стрімкого поширення індоєвропейців на захід та північний захід у Європу з України їх частиною вже стали чоловіки гаплогрупи G2a-U1, її галузей L13 та L1264, які таким чином поширилися просторами Європи, а згодом — просторами Центральної та Південної Азії.

#### Галузі G2a куро-аракської культури
Приблизно за доби формування індоєвропейців у причорноморському степу за майкопської (3700-3000 роки до Р.Х.) та ямної (3500-2300 роки до Р.Х.) культур, інше суспільство раннього бронзової доби розвивалося з південної сторони Кавказу, у Закавказзі — куро-аракська культура (3400-2000 рр. до н. е.). Незважаючи на те, що носії куро-аракської культури не були войовничі та були більш осідлими за майкопців та ямників, проте ним вдалося поширитися на значні простори на захід у Туреччину та далі, на південь до Родючого Півмісяця, та на схід на Іранське нагір'я та можливо вплинули на Харапську цивілізації долини Інду. Згодом, нащадки куро-аракців просунулися західніше, та колонізували Егейські острови та Крит, де вони заснували мінойську цивілізацію (2600-1100 роки до Р.Х.), — найдавнішу цивілізацію Європи. За класичної античної історії грецькі островитяни, що були значною мірою нащадками мінойців, колонізували південь Італії.
За сучасногю філогенетикою куро-араксьці належали до гаплогруп J2a1 (найбільша серед куро-араксьців), J1a2-Z1828, T1a-P77, G2a1 (Z6552, що також відома як L293 або FGC7535), G2a2b1a (M406) та L1b. Також були присутні інші незначні гаплогрупи, в тому числі нині рідкісна R1b1a-L388, що була виявлена у одному куро-аракському зразку Лазарідісом у 2016 році.

#### Поширення G2a за залізної доби
До залізної доби чисельність гаплогрупи G2a у Європі була спустошена індоєвропейським вторгненням бронзової доби та наступними войовничими діями кельтів за гальштатської та латенської культур вже за залізної доби. Отже землеробська гаплогрупа G2a збереглася переважно у гористих краях Європи.

#### Походження G2a на Апеннінському півострові
Італіки, що вдерлися на Апенинський півострів з 1200 року до Р.Х., мали домінування гаплогрупи R1b-U152. Також до них належала відчутна меншість гаплогрупи G2a-L140, особливо її підгалузей L13, L1264 та Z1816. Край латинів Лаціо є одним з сучасних центрів зосередження у Європі гаплогрупи G2a. Ймовірно, що висока частота гаплогрупи G2a серед латинян та римлян завдячує поєднанню її галузей, що прийшли разом з індоєвропейськими італіками (L13, L1264 й Z1816) та близькосхідно-грецьких прибульців G2a ранньої новокам'яної доби, що були асимільовані до латинської та римської цивілізації.

#### Поширення G2a за Стародавнього Риму
Помірне розповсюдження латинсько-римських гаплогруп R1b-U152, G2a та J2 засвідчено зменшенням частоти гаплогрупи G від Риму до провінцій у межах Римської імперії.

#### Походження G2a на Британських островах
Гаплогрупа надто рідкісна у Скандинавії та Прибалтиці порівнюючи з сучасною Британією, незважаючи на те, що супроводжуюче гаплогрупу G землеробство з'явилося у цих краях одночасно. Найчастішою гаплогрупа на Британських островах є у Вельсі.
Проте до кінця не зрозуміло, чи є походження G2a у Британії наслідком римського загарбання. Іншим чинником малої частоти гаплогрупи G2a у лісових низинах Польщі, північної Німеччини та Прибалтики може бути бідність на поклади металів, що були вкрай важливі для землеробсько-металургійного люду з Кавказу. Також Північно-Східна Європа має відносно низьку частку R1b, що також може слугувати підтвердженням про сумісне поширення двох гаплогруп за бронзової доби.

### Гаплогрупа G2a1 (Z6552)
Інші відомі номенклатури гаплогрупи Z6552: FGC7535 або L293.
До гаплогрупи Z6552 відносяться 23,6% чоловіків грузинів.
Z6552 сформована 18100 років тому. Загальний предок виявлених носіїв жив 9500 років тому.
- Z6552 (G2a1)
  - Z6653 (G2a1a) - сформована 9500 років тому; загальний предок жив 6700 років тому також виявлені у Лівані;
    - Z6679 - сформована 6700 років тому; загальний предок жив 6200 років тому; виявлені у Сванетії, Карачаєво-Черкесії, Кабардино-Балкарії, Інгушетії, Чечні, Туреччині (Трабзон)
    - Y36036 - сформована 6700 років тому; загальний предок жив 1350 років тому; виявлені у Абхазії та Карачаєво-Черкесії;

  - Z17775 (G2a1a2) - сформована 9500 років тому; загальний предок жив 5600 років тому; виявлені у Італії (Калабрія) й Пакистані (Пенджаб);
  - Z31464 (G2a1a3)- сформована 9500 років тому; загальний предок жив 3100 років тому; виявлені у Німеччині й Нідерландах (Північний Брабант)

Усі чоловіки G2a1 (FGC595/Z6552, раніше P16) мають значення 10 у маркері DYS392, що рідко зустрічаються у інших галузях G. Гаплогрупа має високу частоту тільки у на Центральному Кавказі. Невеликі скупчення присутні серед євреїв-ашкеназі, деяких східних європейців та серед маронітських християн у Лівані. Дослідження Роотсі за допомогою відмінностей маркерів STR дало оцінку віку FGC595 у 9400 років тому. Через проблеми зі стабільністю P16, зазначений у дослідженнях, був замінений на дереві еквівалентним FGC595/Z6552.

#### Кура-аракська культура та Z6552
Гаплогрупа Z6552 була одним з основних родоводів кура-аракської культури, через яку має поширення.
Найдавніший відомий зразок G-Z6552 з західного Ірану відноситься до новокам'яної доби. Сьогодні G-Z6552 є найпоширенішою галуззю G2a у центральному та північному Кавказі, що сягає 64 % серед північних осетин. На північ кура-аракська культура розширилася з Закавказзя, де Z6552 значно рідкісніша — 1 % у Вірменії та Східній Туреччині. Тим не менш, вона зустрічається на низьких частотах усією Туреччиною, на північному сході Ірану, на півночі Іраку, у Сирії та Лівані, тобто у теренах подальшого розширення власне куро-аракської культури; а також у Болгарії, Румунії, Греції, на півдні Італії (особливо на Сицилії) та Корсиці. G-Z6552 помітно відсутня на Сардинії та півночі Італії, що таким чином виключає її як неолітичне, так і індоєвропейське походження. Серед сотень зразків у Європі новокам'яної доби Z6552 геть відсутня, що вказує на її поширення з краю куро-аракської культури за бронзової доби.

### Гаплогрупа G2a2 (L1259)
Інша номенклатура гаплогрупи G-L1259 - CTS4367/M3308/PF2970.
L1259 сформована 18100 років тому. Загальний предок виявлених носіїв жив 17100 років тому.
- L1259 (G2a2)
  - PF3147 (G2a2a)
    - PF3148 (G2a2a1)
    - Z36520 (G2a2a2)

  - L30 (G2a2b) - усі чоловіки-українці носії гаплогрупи G належать цій галузі; 13,1% чоловіків грузинів
    - M406 (G2a2b1)
    - CTS2488 (G2a2b2)

#### Гаплогрупа PF3147 (G2a2a)
PF3147 сформована 17100 років тому. Загальний предок виявлених носіїв жив 12600 років тому.
Чоловіки G2a2a-PF3147 розкидані по всій Південно-Західній й Південній Азії, та хоча й рідкісні у Європі, але досягають помітних рівнів на Корсиці та Сардинії.
Подвійне значення для DYS19 в G знаходяться практично виключно у межах PF3147, хоча чоловіки з однаковим подвійним значенням не обов'язково належать до цієї гаплогрупи. До G2a2a також належить й Етці, — мумія Крижаної людини, що зберігалася протягом більше 5000 років в італійських Альпах.
- PF3147 (G2a2a) - парагрупа виявлена у Франції;
  - PF3148 (G2a2a1) — сформована 12600 років тому; загальний предок жив 11600 років тому;
    - PF3177 (G2a2a1a) - сформована 11600 років тому; загальний предок жив 11000 років тому; парагрупа виявлена на Сардинії та у Грузії (Картлі)
      - FGC6669 (G2a2a1a1) - сформована 11000 років тому; загальний предок жив 10200 років тому; виявлені на Сардинії, у Бельгії, Нідерландах, Англії (Саффолк, Суррей), Сванетії, Адигеї, Лівані, Саудівській Аравії
      - L91 (G2a2a1a2) - сформована 11000 років тому; загальний предок жив 9300 років тому; виявлені на Сардинії, у Німеччині (Тюрингія), Тунісі, Пакистані (Пенджаб)

    - FGC34436 (G2a2a1b) - сформована 11600 років тому; загальний предок жив 10900 років тому; виявлені у Вельсі, Пакистані (Пенджаб);

##### Етці - Крижана людина
Етці, або Крижана людина, — природна мумія чоловіка з Італійських Альпів, що жив 3000 років до Р.Х. за мідної доби. Він належав до гаплогрупи G2a2a2 (L91), що за сучасності відносно рідкісна у Західній Азії, Південній Італії (переважно на Сицилії, Сардинії та Корсиці) та Північній Африці. Її батьківська гаплогрупа G2a2 (PF3146), за сучасності малочисельна від Ліванта до Західної Європи. Натомість європейські хлібороби новокам'яної доби належали до гаплогруп G2a2a (PFF3146) та G2a2b (L30). Саме до них й відносився Етці.

#### Гаплогрупа L30 (G2a2b)
L30 сформована 17100 років тому. Загальний предок виявлених носіїв жив 14700 років тому.
Усі чоловіки-українці носії гаплогрупи G належать цій галузі
Відомі галузі гаплогрупи L30:
- L30 (G2a2b)
  - CTS574 (G2a2b)
    - M406 (G2a2b1)
      - FGC5089 (G2a2b1a)
      - PF3293 (G2a2b1b)

    - CTS2488 (G2a2b2)
      - P303 (G2a2b2a)
        - L140 (G2a2b2a1) - сформована 11800 років тому; загальний предок жив 10900 років тому; виявлені у Македонії, Греції, Україні, Словаччині, Польщі (Підкарпаття, Малопольща, Люблянщина), Білорусі (Вітебськ), Росії (Рязань, Іванове, Адигея, Інгушетія, Чечня), Австрії (Відень), Німеччина (Баварія, Баден-Вюртемберг, Рейнланд-Пфальц, Тюрингія, Саксонія, Мекленбург), Швейцарії (Цюрих, Берн, Люцерн, Граубюнден, Валлі), Данії, Швеції, Норвегії, Фінляндії, Бельгії, Нідерландах, Франції, Англії, Вельсі, Шотландії, Ірландії, Італії, Іспанії (Луго), Португалії, Туреччині, Грузії (12,8% чоловіків грузин[2]), Кіпрі, Лівані, Саудівській Аравії
        - M278 (G2a2b2a2) - сформована 11800 років тому; загальний предок жив 1850 років тому; виявлені у Туреччині й Греції
        - Z6885 (G2a2b2a3)- сформована 11800 років тому; загальний предок жив 11300 років тому; виявлені у Італії
        - Z30503 (G2a2b2a4) - сформована 11800 років тому; загальний предок жив 7400 років тому; виявлені у Іраці, Пакистані та Індії

      - PF3359 (G2a2b2b)
        - F1193 (G2a2b2b1) - сформована 13100 років тому; загальний предок жив 13100 років тому; виявлені у Італії (Сардинія), Нідерляндах, Швеції
        - PH488 (G2a2b2b2) - сформована 13100 років тому; загальний предок жив 7700 років тому; виявлені у Вірменії

##### Гаплогрупа M406 (G2a2b1) та кура-аракська культура
Гаплогрупа M406 була одним з основних родоводів кура-аракської культури, якій завдячує своєму поширенню.
G-M406 сягає своєї максимальної частоти у 18 % серед етнічної групи аварців чамалалів у Південно-Західному Дагестані, та з меншою частотою ніж на самому Кавказі у Туреччині (3-6 %), Грузії (3 %), Вірменії (2 %) та Ірані (0,5-2,5 %). Вона виявлена на низьких частотах від Ліванту до Єгипту та Ємену. У Європі M406 найбільше поширена у Італії 3 % (особливо на Сицилії 4 %) та Греції 2 % (на Криті 2,5 %). Серед сотень зразків у Європі новокам'яної доби M406 геть відсутня, що вказує на її поширення з краю куро-аракської культури за бронзової доби.
M406 сформована 14700 років тому. Загальний предок виявлених носіїв жив 8600 років тому.
- M406 (G2a2b1)
  - FGC5089 (G2a2b1a)
    - FGC5081 (G2a2b1a1) - сформована 7900 років тому; загальний предок жив 7700 років тому; виявлені у Грузії (Картлі), Туреччині та Італії
    - M3302 (G2a2b1a2) — виявлені на Сардинії

  - PF3293 (G2a2b1b)
    - PF3316 (G2a2b1b1) - сформована 7200 років тому; загальний предок жив 6700 років тому; виявлені в Україні (українець з Кустаная, Казахстан), Італії (Сардинія, Калабрія), Лівані, Саудівській Аравії, Омані, Ємені

Гаплогрупа M406 сягає найвищою частоту у Східному Середземномор'я, що досягає до 5% від усіх чоловіків. Переважна частина чоловіків M406 має значення 21 у маркері DYS390, що є рідкістю для інших підгалузей G. M406 частіше зустрічається на Південній, ніж у Північній Європі. Існує відмітна єврейська підгрупа ашкеназів M406. Одне дослідження завдяки різницям маркерів STR підраховувало час розширення M406 в Туреччину у12 800 років тому.

##### Гаплогрупа L140 (G2a2b2a1)
L140 сформована 11800 років тому. Загальний предок виявлених носіїв жив 10900 років тому.
L140 є домінуючою групою G у Європі (ймовірно 80% зразків G) з частотою у середньому в Європі біля 3%, хоча у деяких країнах зустрічається з частотою біля 7%.
Високий відсоток зразків G2a2b2a1 утворює три основні підгрупи: Z725+ (DYS388=13 з перевагою CTS4803+), Z2022+ (YCA=20,21) та Z1903+ (DYS568=9).
Гаплогрупа U1 серед підгалузей L140 (L1266) є єдиною підгрупою L140, що має підтверджену невелику частоту за межами Європи та й лише на Кавказі, особливо на його північному заході. На північ від колишніх меж Римської імперії частота вищезгаданих галузей L140 (та й G у цілому) значно зменшується. Навпроти, ці три галузі L140 мають значну частоту у всіх колишніх провінціях Римської імперії у Європі, за винятком Баскії. Ймовірне, швидке поширення цих галузей L140 відбулося у Європі за бронзової доби.
Ашкеназький єврейський кластер із північно-східної Європи складає близько половини гаплогрупи Z1903, й саме ця єврейська підгрупа є винятком з гаплогрупи L140 у її поширенню за межі Європи. Незвичайна концентрація чоловіків Z1903 присутня на Сардинії, а також висока концентрація L497 в ізольованих долинах південно-західної Австрії.
Прив'язка цих 3-ох основних галузей гаплогрупи L140 до народів моря, етрусків, аланів, сарматів або інших народів, що мігрували в Європу, широко обговорюються, проте не можуть бути підтверджені доки не будуть виявлені відповідні стародавні зразки ДНК.
Використовуючи відмінності у відмінності від значення маркерів STR, Роотсі розраховував час поширення7 у Центральній Європі гаплогрупи Z2022 у 7100 років ±2300 років та для підгрупи L49 - у 10870 років ±3029 років.
Усі чоловіки-українці носії гаплогрупи G належать до цієї галузі
Відомі галузі гаплогрупи L140:
- L140 (G2a2b2a1)
  - PF3345 (G2a2b2a1a1)
    - U1 (G2a2b2a1a1a)
      - L13 (G2a2b2a1a1a1)
        - Z2022 (G2a2b2a1a1a1a) - виявлена у Росії (Чечня), Грузії, Туреччині (Ізмір, Бурдур), Кіпрі, Італії, Австрії, Швейцарії (Берн), Німеччині (Мекленбург, Баварія, Тюрингія), Франції, Нідерландах, Англії, Шотландії, Ірландії

      - L1266 (G2a2b2a1a1a2)
        - L1264 (G2a2b2a1a1a2a) - виявлені в Україні, Білорусі (Вітебськ), Грузії (9,9 % чоловіків-грузинів), Росії (Інгушетія, Чечня, Адигея, Іваново), Німеччині, Бельгії, Англії, Італії
        - PH1780 (G2a2b2a1a1a2b) — виявлені у Грузії (Імеретія, Сванетія), Росії (Рязань), Англії

    - L497 (G2a2b2a1a1b)
      - Z1815
        - Y7538 - виявлена в Україні, Польщі (Підкарпаття), Німеччині (Баден-Вюртемберг, Рейланд-Пфальц, Саксонія), Швейцарії (Люцерн, Цюріх, Берн, Граубюнден, Валлі), Бельгії, Франції, Італії, Іспанії (Луго), Англії, Вельсі, Ірландії, Данії, Швеції, Норвегії, Фінляндії
        - S10458 - виявлена у Німеччині (Баден-Вюртемберг)

      - Z27264 - виявлені у Італії
        - Y31008

    - CTS342 (G2a2b2a1a1c)
      - Z724
        - Z1903 - виявлена в Україні, Швеції, Італії, Іспанії, Лівані

      - FGC12126
        - L660 - виявлена в Україні, Польщі (Мала Польща), Словаччина та Англії
        - Y36006 - виявлена у Саудівській Аравії

      - Y36001 - виявлена у Польщі (Люблін) й Саудівській Аравії
        - BY21807

      - PF4202 - виявлені у Норвегії, Італії й Ірландії
        - FGX37656

  - Y18939 (G2a2b2a1a2) - виявлені у Італії й Португалії

###### Галузі L140 асимільовані індоєвропейцями за бронзової доби
На відміну від галузей G2a з гірських районів по усій Європі майже рівномірно поширена інша група галузей G2a-L140. Гірські галузі відносяться до початкових хліборобів з Анатолії. Інша група галузей G2a-L140 поширена навіть там, де майже не існувало хліборобство за новокам'яної доби — у Скандинавії та Росії. Ті ж самі гаплогрупи поширені також на Кавказі, Центральній Азії та у Індії. У Індії вони виявлені серед вищих каст, що ототожнюються з індоєвропейськими завойовниками бронзової доби.
Поширення L140 від Атлантики до Індостану вказує на поширення галузей цієї гаплогрупи разом з індоєвропейцями. Сама L140 з'явилася 11800 років тому на початку докерамічного неоліту Родючого Півмісяця, та є достатньо стародавньою щоб бути індоєвропейською. Деякі галузі L140 були асимільовані у понтійсько-каспійському степу у середовище індоєвропейців ще до доби ямної культури й згодом поширилися разом з індоєвропейською експансією на просторах Євразії за ранньої бронзової доби.
Галузі G2a асимільовані індоєвропецями за бронзової доби:
- L1264 (G2a2b2a1a1a2a), виявлена на Північному Кавказі (кабардинці), у слов'янськомовних, балтомовних та германомовних країнах, серед євреїв-ашкеназі, а також у Центральній Азії та в Індії. Найвище поширення понад 10 % - у Грузії. З'явилася 7700 років тому. Загальний предок сучасних носіїв жив 4200 років тому Ймовірно були асимільовані у індоєвропейські племена R1 за їх переходу Грузії та Кавказу до понтійсько-каспійський степ;
- L13 (G2a2b2a1a1a1) - виявлена у Росії (Чечня), Грузії, Туреччині (Ізмір, Бурдур), Кіпрі, Італії, Австрії, Швейцарії (Берн), Німеччині (Мекленбург, Баварія, Тюрингія), Франції, Нідерландах, Англії, Шотландії, Ірландії. З'явилася 10700 років тому. Загальний предок сучасних носіїв жив 5000 років тому, що співвідноситься з добою ямної культури. Поширення у Європі можливо пов'язане з гаплогрупою R1b.;
- Z1815 (G2a2b2a1a1b1), виявлена в Україні, Польщі (Підкарпаття), Німеччині (Баден-Вюртемберг, Рейланд-Пфальц, Саксонія), Швейцарії (Люцерн, Цюріх, Берн, Граубюнден, Валлі), Бельгії, Франції, Італії, Іспанії (Луго), Англії, Вельсі, Ірландії, Данії, Швеції, Норвегії, Фінляндії. З'явилася 7300 років тому. Загальний предок сучасних носіїв жив 6400 років тому. Чоловік з периферії трипільської культури належав до гаплогрупи L42, що з'явилася 3800 років тому з загальним предком 3700 років тому. Зараз гаплогрупа L42 зустрічається у германомовних країнах, як у Німеччині (Саксонія), Швейцарії (Люцерн, Цюрих, Граубюнден), Швеції, Норвегії та Фінляндії. Гаплогрупа Z1815 мала поширитися разом з кельтськими племенами гаплогрупи R1b.

##### Гаплогрупа PF3359 (G2a2b2b)
PF3359 сформована 14700 років тому. Загальний предок виявлених носіїв жив 13100 років тому.
Інша номенклатура, що використовується у літературі - CTS5434/PF3392.
CTS5434/PF3392 виявлено значну чисельність на Сардинії.
Відомі галузі гаплогрупи L30:
- PF3359 (G2a2b2b)
  - F1193 (G2a2b2b1) - сформована 13100 років тому; загальний предок жив 13100 років тому;
    - F872 - сформована 13100 років тому; загальний предок жив 9100 років тому; виявлені у Італії (Сардинія), Нідерландах, Швеції

  - PH488 (G2a2b2b2) - сформована 13100 років тому; загальний предок жив 7700 років тому; виявлені у Вірменії
    - CTS10303

## Гаплогрупа G2b (M3115)
Майже всі європейські G2b (L72) належать до євреїв-ашкеназі. G2b поширена від Передньої Азії до Пакистану. Вона, напевно є відгалуження неолітичних хліборобів з Західного Ірану. Саме у Західному Ірані Броушакі у 2016 році виявив зразок G2b з віком у 9250 років.
Галузь M3115 (G2b) розсіялася з Ірану по всьому Родючому Півмісяцю та у Пакистан. Тепер носії G2b здебільшого виявлені серед ліванців та євреїв, а також з невеликою частотою серед арабів Аравійського півострова, у Сирії, Іраку, Афганістані та Пакистані.
У Західному Ірані Броушакі у 2016 році протестував зразок G2b з віком у 9250 років.
Лазарідіс у 2016 році виявив з 44 зразків близькосхідних неолітичних (у тому числі хліборобів з західного Ірану та Йорданії) два у Ірані, один з яких G2b, що відноситься до до-керамічної культури (приблизно 7250 років до Р.Х.).
- M3115 (G2b) - сформована 20900 років тому; загальний предок жив 20000 років тому;
  - M377 (G2b1) - сформована 20000 років тому; загальний предок жив 8900 років тому; виявлена на півдні Лівану;
    - Y12297 - сформована 8900 років тому; загальний предок жив 4800 років тому;

  - FGC3095 (G2b2) - сформована 20000 років тому; загальний предок жив 18400 років тому; виявлена у Вірменії
    - Y37100 - сформована 18400 років тому; загальний предок жив 15300 років тому; виявлена у Болгарії;

### Гаплогрупа M377 (G2b1)
Наявні зразки G2b1-M377 належать до:
- євреїв ашкеназі з північного сходу Європи з гаплогруп Y15861/FGC35913/Z35318 мають нульове значення для маркера DYS425,
- невелика кількість чоловіків із Середземномор'я, Вірменії та більш помітно з Афганістану, Пакистану, з індійських пуштунів[12].

Використовуючи розбіжності маркерів STR, Роотсі розрахував оціночний вік 5600 років загального пращура гаплогрупи M377, хоча загальний вік гілки M377 значно старший.
- M377 (G2b1) - сформована 20000 років тому; загальний предок жив 8900 років тому; виявлена на півдні Лівану;
  - Y12297 - сформована 8900 років тому; загальний предок жив 4800 років тому;
    - Y12975 - сформована 4800 років тому; загальний предок жив 1200 років тому;
      - Y14600 - сформована 1200 років тому; загальний предок жив 1150 років тому; виявлена у Польщі та Німеччині (Рейнланд-Пфальц);
      - Y15861 - сформована 1200 років тому; загальний предок жив 1050 років тому; виявлена в Україні (Львів), Румунії (Ботошани), Литві;

    - M3124 - сформована 4800 років тому; загальний предок жив 3300 років тому; виявлена на Сицилії й у Пакистані (Пенджаб)
      - M283

## G2 серед українців
- L30 (G2a2b)
  - CTS574 (G2a2b)
    - M406 (G2a2b1)
      - PF3293 (G2a2b1b)
        - PF3316 (G2a2b1b1) - сформована 7200 років тому; загальний предок жив 6700 років тому; виявлена у українця з Кустаная, Казахстан

    - CTS2488 (G2a2b2)
      - P303 (G2a2b2a) - усі чоловіки-українці носії G належать підгалузей цієї гаплогрупи
        - L140 (G2a2b2a1)
          - PF3345 (G2a2b2a1a1)
            - U1 (G2a2b2a1a1a)
              - L1266 (G2a2b2a1a1a2)
                - L1264 (G2a2b2a1a1a2a) - виявлені в Україні

            - L497 (G2a2b2a1a1b)
              - Z1815
                - Y7538 - виявлена в Україні

            - CTS342 (G2a2b2a1a1c)
              - Z724
                - Z1903 - виявлена в Україні

              - FGC12126
                - L660 - виявлена в Україні

10 з 601 (1,7%) чоловіків-українців належать до гаплогрупи G, а саме до L30 (G2a2b). Дев'ять з десяти чоловіків-українців (1,5%) гаплогрупи G належать до CTS2488 (G2a2b2), та один (0,2%) - до гаплогрупи M406 (G2a2b1).
Усі дев'ять зразків CTS2488 належать гаплогрупі L140 (G2a2b2a1). З достатньо досліджених зразків чотири (67 %) відносяться до CTS342; один (17 %) — до L497; один (17 %) до U1.
Єдиний зразок M406 (G2a2b1) належить українцеві у Кустанайській області Казахстану відноситься до гаплогрупи PF3316 (G2a2b1b1).

## Супровідні G2 мітохондріальні гаплогрупи
Вважається, що спільно з Y-гаплогрупою G2 розвинулися mt-гаплогрупи N1a1a, W1 та X, що є другорядними родоводами з Західної Азії. Жіночі гаплогрупи N1a, W та X безпосередньо походять з дуже старої гаплогрупи N*, але не з більш пізньої макрогаплогрупи R (предка HV, JT та UK, що охоплюють 90% європейських ліній мтДНК). Розвиток N1a та X, що тривалий час проходило через тривалий ефект "пляшкового горлишка", відзеркалює шлях Y-гаплогрупи G2. Ці мт-гаплогрупи називаються "основними (базальними) євразійськими гаплогрупами".
Подібно до чоловічої гаплогрупи G2a, супровідні мт-гаплогрупи не були виявлені за неоліту у Лівант. Натомість вони були виявлені за раннього неоліту саме там де була вивлена G2a, — у Туреччині та Європі.
У Туреччині новокам'яної доби з 40 досліджених на сьогодні зразків мт-ДНК належать до:
- N1a1a - 11 (27,5 %),
- Х2 - 3 (7,5 %),
- N1b1a - 2 (5 %), гаплогрупа N1b1a є рідкісною нині, але тісно пов'язана з мт-гаплогрупою N1a.
- W1 - (2,5 %).

Отже, майже половина родоводів мтДНК та трохи більше половини родоводів Y-ДНК у неолітичній Туреччині відносилися до "основних євразійських гаплогруп".
У Європі мт-гаплогрупи N1a1a й X2 зустрічалися з особливо високою частотою за неоліту порівнюючи з нинішнім часом:
- N1a1a виявлено у 13 % зразків з культури лінійно-стрічкової кераміки. Нині N1a1a виявлена у менш як 0,5 % європейців;
- X2 зустрічалася у межах 5—10 % у різних неолітичних культурах. Нині X2 виявлена у 1,5 % європейського населення.

Єдиний сучасний нарід з високою частотою мт-ДНК X є друзи, які також мають високу частоту Y-гаплогрупи G з понад 10%. Проте, N1a й X не можуть розглядатися виключно пов'язаними з Y-гаплогруппом G за причиною що хлібороби Родючого Півмісяця за новокам'яної доби прийшли у Туреччину та Європу у складі декількох племен, де були зв'язані чоловічі та жіночі родоводи, що також включали Y-гаплогрупи E1b1b (принаймні M123), H2, T1a та, ймовірно, меншини J1 й J2.

## Відомі носії G2
- За дослідженням, проведеним у фільмі "ДНК - портрет нації", відомий український актор Богдан Бенюк є носієм гаплогрупи P15 (G2a),
- Етці - найстародавніша європейська мумія з австро-італійського альпійського кордону у Тіролі, датована 3400-3100 роками до Р.Х. мідної доби, носій L91 (G2a),
- Йосип Сталін (Джугашвілі) - російський комуністичний тиран грузинського походження, носій Z6553 (G2a1a),
- Річард III (1452-1485) - король Англії (1483-85) з династії Йорків французького дому Плантегенетів, носій гаплогрупи P287 (G2),
- Генріх IV (1553-1610) - король Франції (1589-1610), родоначальник династії Бурбонів, з династії Капетингів, що походили від франкського конунга 9 сторіччя Роберта Сильного з півдня Лімбургу, носій P287 (G2),
- Олександр Бурдонський (1941-2017) - російський режисер, онук Йосипа Сталіна, носій Z6553 (G2a1a),
- Ларрі Бьорд - легендарний американський баскетболіст належить гаплогрупі L497 (G2a2b2a1a1b).

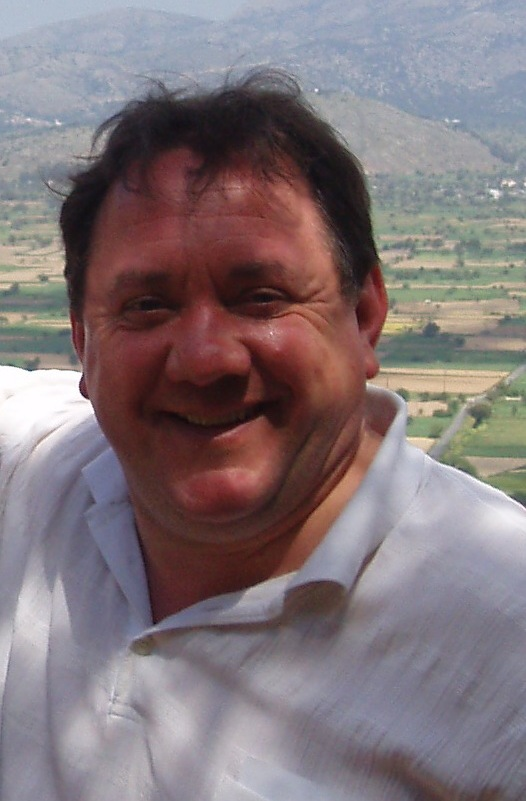
Бенюк
ЕтціЕтці
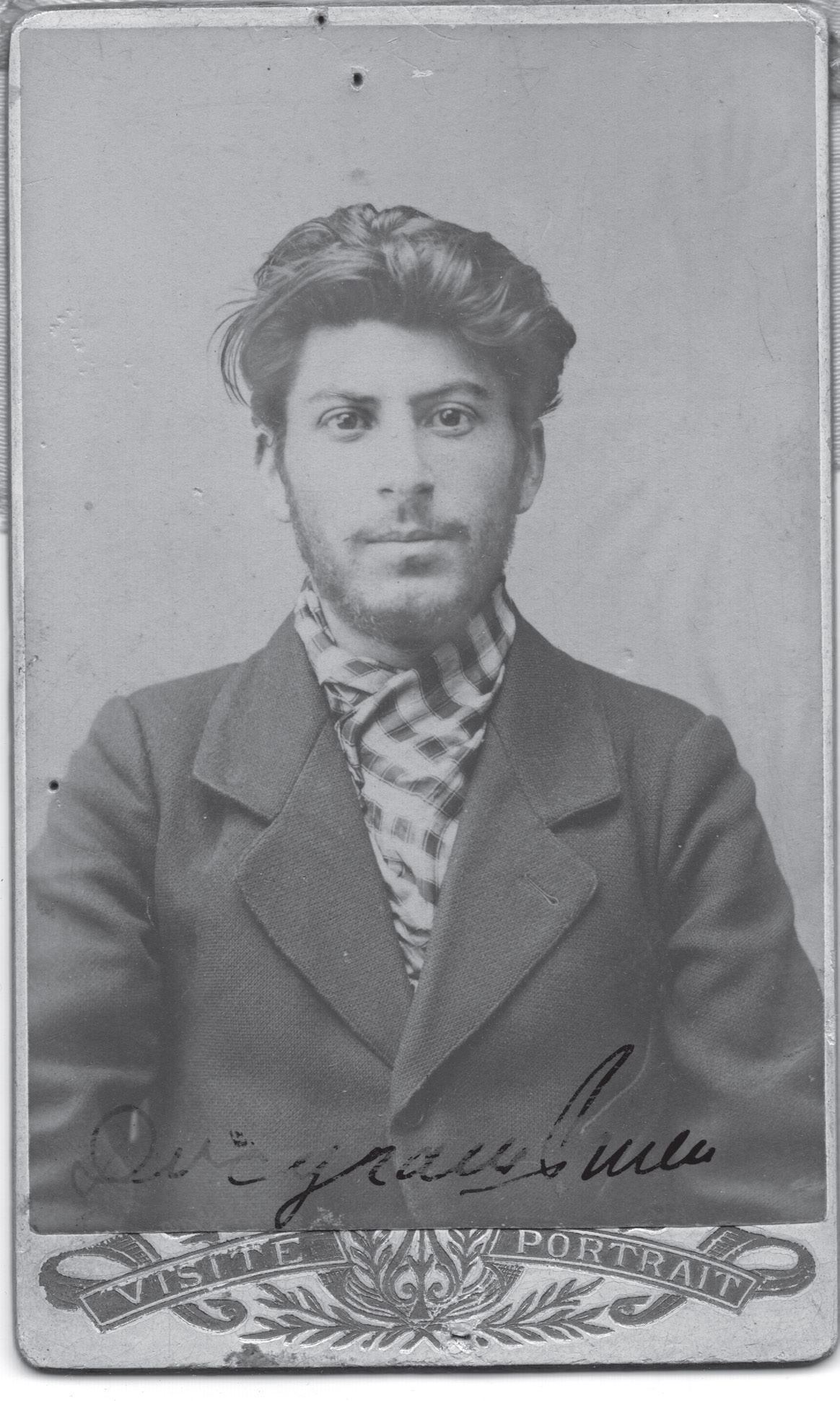
Сталін (Джугашвілі)
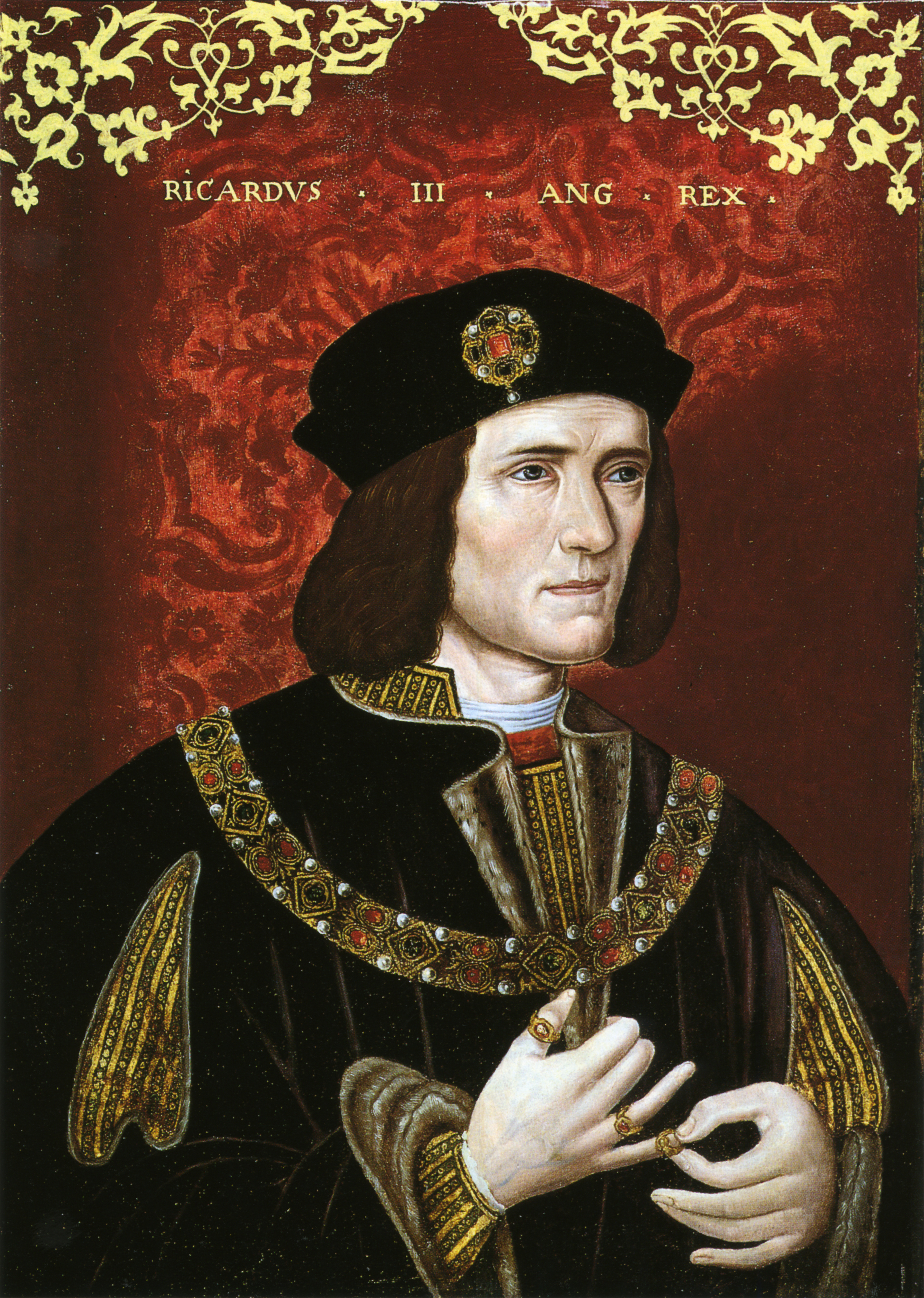
Річард ІІІ
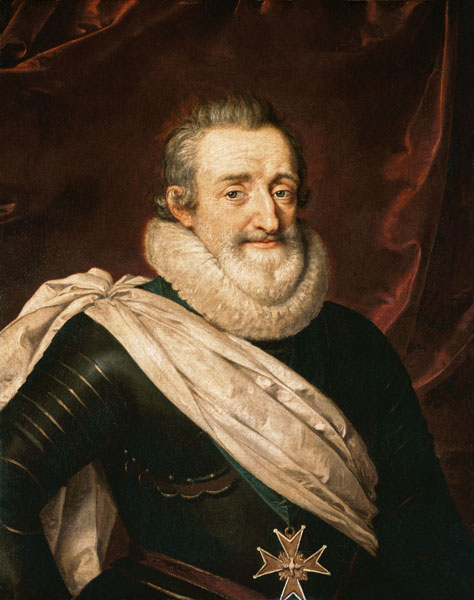
Генріх IV
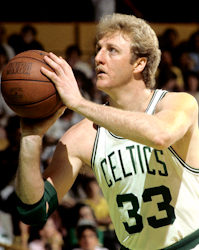
Бьорд